# Bois-d’Amont (Francja)
Bois-d’Amont – miejscowość i gmina we Francji, w regionie Burgundia-Franche-Comté, w departamencie Jura.
Według danych na rok 1990 gminę zamieszkiwało 1350 osób, a gęstość zaludnienia wynosiła 112 osób/km² (wśród 1786 gmin Franche-Comté Bois-d’Amont plasuje się na 121. miejscu pod względem liczby ludności, natomiast pod względem powierzchni na miejscu 331.).